# Screen Actors Guild Award per il miglior attore cinematografico
Lo Screen Actors Guild Award per il miglior attore cinematografico (Screen Actors Guild Award for Outstanding Performance by a Male Actor in a Leading Role) viene assegnato all'attore protagonista del film maggiormente votato dallo Screen Actors Guild. L'elenco mostra i vincitori di ogni anno, seguito dagli attori che hanno ricevuto una nomination.

## Vincitori e candidati
I vincitori sono indicati in grassetto. Per ogni attore viene indicato il film che gli ha valso la candidatura (titolo italiano e titolo originale tra parentesi. Se è presente un solo titolo il film è italiano o, più spesso, non è stato distribuito in Italia o è stato distribuito usando il titolo originale).

### 1990
- 1995
  - Tom Hanks - Forrest Gump
  - John Travolta - Pulp Fiction
  - Morgan Freeman - Le ali della libertà (The Shawshank Redemption)
  - Paul Newman - La vita a modo mio (Nobody's Fool)
  - Tim Robbins - Le ali della libertà (The Shawshank Redemption)
- 1996
  - Nicolas Cage - Via da Las Vegas (Leaving Las Vegas)
  - Sean Penn - Dead Man Walking - Condannato a morte (Dead Man Walking)
  - Massimo Troisi - Il postino
  - James Earl Jones - Terra amata - Cry, the Beloved Country (Cry, the Beloved Country)
  - Anthony Hopkins - Gli intrighi del potere - Nixon (Nixon)
- 1997
  - Geoffrey Rush - Shine
  - Ralph Fiennes - Il paziente inglese (The English Patient)
  - Tom Cruise - Jerry Maguire
  - Woody Harrelson - Larry Flynt - Oltre lo scandalo (The People vs. Larry Flynt)
  - Billy Bob Thornton - Lama tagliente (Sling Blade)
- 1998
  - Jack Nicholson - Qualcosa è cambiato (As Good as It Gets)
  - Robert Duvall - L'apostolo (The Apostle)
  - Matt Damon - Will Hunting - Genio ribelle (Good Will Hunting)
  - Peter Fonda - L'oro di Ulisse (Ulee's Gold)
  - Dustin Hoffman - Sesso & potere (Wag the Dog)
- 1999
  - Roberto Benigni - La vita è bella
  - Tom Hanks - Salvate il soldato Ryan (Saving Private Ryan)
  - Ian McKellen - Demoni e dei (Gods and Monsters)
  - Nick Nolte - Affliction
  - Joseph Fiennes - Shakespeare in Love

### 2000
- 2000
  - Kevin Spacey - American Beauty
  - Russell Crowe - Insider - Dietro la verità (The Insider)
  - Denzel Washington - Hurricane - Il grido dell'innocenza (The Hurricane)
  - Jim Carrey - Man on the Moon
  - Philip Seymour Hoffman - Flawless - Senza difetti (Flawless)
- 2001
  - Benicio del Toro - Traffic
  - Tom Hanks - Cast Away
  - Russell Crowe - Il gladiatore (Gladiator)
  - Geoffrey Rush - Quills - La penna dello scandalo (Quillis)
  - Jamie Bell - Billy Elliot
- 2002
  - Russell Crowe - A Beautiful Mind
  - Sean Penn - Mi chiamo Sam (I Am Sam)
  - Tom Wilkinson - In the Bedroom
  - Denzel Washington - Training Day
  - Kevin Kline - L'ultimo sogno (Life as a House)
- 2003
  - Daniel Day-Lewis - Gangs of New York
  - Jack Nicholson - A proposito di Schmidt (About Schmidt)
  - Nicolas Cage - Il ladro di orchidee (Adaptation)
  - Richard Gere - Chicago
  - Adrien Brody - Il pianista (The Pianist)
- 2004
  - Johnny Depp - La maledizione della prima luna (Pirates of Caribbean: The Curse of the Black Pearl)
  - Bill Murray - Lost in Translation - L'amore tradotto (Lost in Translation)
  - Sean Penn - Mystic River
  - Ben Kingsley - La casa di sabbia e nebbia (House of Sand and Fog)
  - Peter Dinklage - Station Agent (The Station Agent)
- 2005
  - Jamie Foxx - Ray
  - Leonardo DiCaprio - The Aviator
  - Johnny Depp - Neverland - Un sogno per la vita (Finding Neverland)
  - Don Cheadle - Hotel Rwanda
  - Paul Giamatti - Sideways - In viaggio con Jack (Sideways)
- 2006
  - Philip Seymour Hoffman - Truman Capote - A sangue freddo (Capote)
  - Heath Ledger - I segreti di Brokeback Mountain (Brokeback Mountain)
  - David Strathairn - Good Night, and Good Luck.
  - Joaquin Phoenix - Quando l'amore brucia l'anima - Walk the Line  (Walk the Line)
  - Russell Crowe - Cinderella Man - Una ragione per lottare (Cinderella Man)
- 2007
  - Forest Whitaker - L'ultimo re di Scozia (The Last King of Scotland)
  - Leonardo DiCaprio - Blood Diamond - Diamanti di sangue (Blood Diamond)
  - Ryan Gosling - Half Nelson
  - Peter O'Toole - Venus
  - Will Smith - La ricerca della felicità (The Pursuit of Happyness)
- 2008
  - Daniel Day-Lewis - Il petroliere (There Will Be Blood)
  - George Clooney - Michael Clayton
  - Ryan Gosling - Lars e una ragazza tutta sua (Lars and the Real Girl)
  - Emile Hirsch - Into the Wild - Nelle terre selvagge (Into the Wild)
  - Viggo Mortensen - La promessa dell'assassino (Eastern Promises)
- 2009
  - Sean Penn - Milk
  - Richard Jenkins - L'ospite inatteso (The Visitor)
  - Frank Langella - Frost/Nixon - Il duello (Frost/Nixon)
  - Brad Pitt - Il curioso caso di Benjamin Button (The Curious Case of Benjamin Button)
  - Mickey Rourke - The Wrestler

### 2010
- 2010
  - Jeff Bridges – Crazy Heart
  - George Clooney – Tra le nuvole (Up in the Air)
  - Colin Firth – A Single Man
  - Morgan Freeman – Invictus - L'invincibile (Invictus)
  - Jeremy Renner – The Hurt Locker
- 2011
  - Colin Firth – Il discorso del re (The King's Speech)
  - Jeff Bridges – Il Grinta (True Grit)
  - Robert Duvall – The Funeral Party (Get Low)
  - Jesse Eisenberg – The Social Network
  - James Franco – 127 ore (127 hours)
- 2012
  - Jean Dujardin – The Artist
  - Demián Bichir – Per una vita migliore (A Better Life)
  - George Clooney – Paradiso amaro (The Descendants)
  - Leonardo DiCaprio – J. Edgar
  - Brad Pitt – L'arte di vincere (Moneyball)
- 2013
  - Daniel Day-Lewis – Lincoln
  - Bradley Cooper – Il lato positivo - Silver Linings Playbook (Silver Linings Playbook)
  - John Hawkes – The Sessions - Gli incontri (The Sessions)
  - Hugh Jackman – Les Misérables
  - Denzel Washington – Flight
- 2014
  - Matthew McConaughey – Dallas Buyers Club
  - Bruce Dern – Nebraska
  - Chiwetel Ejiofor – 12 anni schiavo (12 Years a Slave)
  - Tom Hanks – Captain Phillips - Attacco in mare aperto (Captain Phillips)
  - Forest Whitaker – The Butler - Un maggiordomo alla Casa Bianca (The Butler)
- 2015
  - Eddie Redmayne – La teoria del tutto (The Theory of Everything)
  - Steve Carell – Foxcatcher - Una storia americana (Foxcatcher)
  - Benedict Cumberbatch – The Imitation Game
  - Jake Gyllenhaal – Lo sciacallo - Nightcrawler (Nightcrawler)
  - Michael Keaton – Birdman
- 2016
  - Leonardo DiCaprio – Revenant - Redivivo (The Revenant)
  - Bryan Cranston – L'ultima parola - La vera storia di Dalton Trumbo (Trumbo)
  - Johnny Depp – Black Mass - L'ultimo gangster (Black Mass)
  - Michael Fassbender – Steve Jobs
  - Eddie Redmayne – The Danish Girl
- 2017
  - Denzel Washington – Barriere (Fences)
  - Casey Affleck – Manchester by the Sea
  - Andrew Garfield – La battaglia di Hacksaw Ridge (Hacksaw Ridge)
  - Ryan Gosling – La La Land
  - Viggo Mortensen – Captain Fantastic
- 2018
  - Gary Oldman – L'ora più buia (Darkest Hour)
  - Timothée Chalamet – Chiamami col tuo nome (Call Me by Your Name)
  - James Franco – The Disaster Artist
  - Daniel Kaluuya – Scappa - Get Out (Get Out)
  - Denzel Washington – End of Justice - Nessuno è innocente (Roman J. Israel, Esq.)
- 2019
  - Rami Malek – Bohemian Rhapsody
  - Christian Bale – Vice - L'uomo nell'ombra (Vice)
  - Bradley Cooper – A Star Is Born
  - Viggo Mortensen – Green Book
  - John David Washington – BlacKkKlansman

### 2020
- 2020
  - Joaquin Phoenix – Joker
  - Christian Bale – Le Mans '66 - La grande sfida (Ford v Ferrari)
  - Leonardo DiCaprio – C'era una volta a... Hollywood (Once Upon a Time... in Hollywood)
  - Adam Driver – Storia di un matrimonio (Marriage Story)
  - Taron Egerton – Rocketman
- 2021
  - Chadwick Boseman (postumo) – Ma Rainey's Black Bottom
  - Riz Ahmed – Sound of Metal
  - Anthony Hopkins – The Father - Nulla è come sembra (The Father)
  - Gary Oldman – Mank
  - Steven Youn – Minari
- 2022[1]
  - Will Smith – Una famiglia vincente - King Richard (King Richard)
  - Javier Bardem – A proposito dei Ricardo (Being the Ricardos)
  - Benedict Cumberbatch – Il potere del cane (The Power of the Dog)
  - Andrew Garfield – Tick, Tick... Boom!
  - Denzel Washington – Macbeth (The Tragedy of Macbeth)
- 2023[2]
  - Brendan Fraser – The Whale
  - Austin Butler – Elvis
  - Colin Farrell – Gli spiriti dell'isola (The Banshees of Inisherin)
  - Bill Nighy – Living
  - Adam Sandler – Hustle
- 2024[3]
  - Cillian Murphy – Oppenheimer
  - Bradley Cooper – Maestro
  - Colman Domingo – Rustin
  - Paul Giamatti – The Holdovers - Lezioni di vita (The Holdovers)
  - Jeffrey Wright – American Fiction
- 2025
  - Timothée Chalamet – A Complete Unknown
  - Adrien Brody – The Brutalist
  - Daniel Craig – Queer
  - Colman Domingo – Sing Sing
  - Ralph Fiennes – Conclave

## Statistiche

### Plurivincitori
- Daniel Day-Lewis (2003, 2008, 2013)